# Монголия на пляжных Азиатских играх 2010
На 2-х Азиатских пляжных играх Монголию представляло 4 спортсмена. Они не сумели завоевать ни одной медали.

## Результаты
- Долджинсуренгийн Энхэрденэ (пляжный бодибилдинг, до 60 кг) — не прошёл квалификацию
- Тумурбаатарийн Чахар (пляжный бодибилдинг, до 65 кг) — не прошёл квалификацию
- Батчулууны Зоригт (триатлон, мужчины) — 2:29:02.01 (26-е место)
- Ганболдын Сугарбаяр (вудбол) — не прошёл квалификацию